# Halveringsdikte
Halveringsdikte is de maat voor doordringend vermogen van gamma (γ)- en röntgenstraling. De maat geeft aan hoe diep nog de helft van de straling doordringt.

## Verzwakking van een smalle mono-energetische fotonenbundel
Onder een smalle fotonenbundel verstaan we een bundel gamma- of röntgenstraling met een vlakke openingshoek kleiner dan 10° (= 0,175 rad, ruimtehoek van 0,024 sr).
Het aantal fotonen dat per seconde een oppervlakte A, loodrecht op de bundel, passeert, is de intensiteit I van de bundel ter plaatse. Ten gevolge van absorptie en verstrooiing vermindert de intensiteit van de bundel in materie.
Als een mono-energetische fotonenbundel (alle fotonen hebben dezelfde energie, uitgedrukt in keV of MeV) op een afscherming valt, dan neemt de intensiteit van de bundel in de afscherming, in de richting van de bundel, exponentieel af als functie van de gepasseerde dikte d:
```

  

    

      

        
I

        
(

        
d

        
)

        
=

        
I

        
(

        
0

        
)

        
⋅

        

          

            

              
e

            

            

              
−

              
μ

              
d

            

          

        

      

    

    
{\displaystyle I(d)=I(0)\cdot {{e}^{-\mu d}}}

  

.
```

Hierbij is µ de relatieve verzwakkingssnelheid. Deze wordt ook lineaire verzwakkingscoëfficiënt of lineaire verzwakkingsfactor genoemd. De dimensie van µ is dus {\displaystyle [{{L}^{-1}}].}
Men noemt dit de Wet van Lambert-Beer.

## Gemiddelde dikte
In de praktijk worden dikte en halveringsdikte vaak uitgedrukt in cm. De lineaire verzwakkingsfactor µ wordt dan uitgedrukt in de eenheid cm−1.
De omgekeerde waarde 1/µ van de verzwakkingsfactor is de gemiddelde dikte. Dat is dus de dikte waarbij de intensiteit van de bundel in de materie verminderd is tot 1/e van de intensiteit van de invallende bundel.

## Niet-mono-energetische straling
In de praktijk hebben de fotonen in de bundel uiteenlopende energieën. De energie van bijvoorbeeld fotonen uit veel gebruikte typen röntgenbuizen kan elke waarde aannemen tussen 10 keV en ruim 100 keV.
Bij röntgenstraling neemt de relatieve verzwakkingssnelheid µ af met toenemende energie per foton. Dat betekent dat de halveringsdikte toeneemt met toenemende fotonenergie. Dat maakt het gedrag van afscherming voor niet-mono-energetische straling aanzienlijk complexer. Bij niet-mono-energetische röntgenstraling zal bijvoorbeeld een groot deel van de laag-energetische fotonen na één halveringsdikte zijn geabsorbeerd, maar voor de resterende hoog-energetische fotonen neemt de resterende halveringsdikte juist toe. Men noemt dit verschijnsel heterogeniteit van de halveringsdikte.

## Brede bundel
Bij een brede bundel fotonenstraling (vlakke openingshoek groter dan 10°) worden fotonen in alle richtingen verstrooid, dus ook in de richting van de bundel. Daardoor kan de intensiteit van de bundel aanzienlijk hoger zijn dan de intensiteit die men aanvankelijk aan de hand van verzwakkingscoëfficiënten heeft berekend. 

## Grondtal 1/2
Men gebruikt in de context van intensiteitsverzwakking, in plaats van het grondtal e, bij voorkeur het grondtal ½. Voor de intensiteit, uitgedrukt in de halveringsdikte, vinden we: {\displaystyle I(d)=I(0)\cdot {{\left({\frac {1}{2}}\right)}^{d/{{D}_{1/2}}}}.}

## Massieke verzwakking
Naast de hierboven genoemde lineaire halveringsdikte en bijbehorende lineaire verzwakkingsfactor µ hanteert men in de stralingsfysica ook de begrippen massieke halveringsdikte {\displaystyle D_{1/2}^{*}} en massieke verzwakkingsfactor {\displaystyle {{\mu }^{*}}}.
De massieke halveringsdikte vinden we door de lineaire halveringsdikte (cm) te vermenigvuldigen met de dichtheid ρ, vaak uitgedrukt in g per cm³: {\displaystyle D_{1/2}^{*}=\rho \cdot {{D}_{1/2}}.} 
De massieke halveringsdikte wordt dus vaak uitgedrukt in de eenheid g∙cm−2, dus op overeenkomstige wijze waarop bijvoorbeeld dikte van papier wordt uitgedrukt. Bij papier spreekt men bijvoorbeeld over 100 g per m².
Omdat {\displaystyle {{D}_{1/2}}={\frac {\ln 2}{\mu }}} is {\displaystyle D_{1/2}^{*}={\frac {\ln 2}{{}^{\mu }\!\!\diagup \!\!{}_{\rho }\;}}={\frac {\ln 2}{{\mu }^{*}}}} wordt de massieke verzwakkingsfactor {\displaystyle {{\mu }^{*}}} uitgedrukt in de eenheid cm2∙g−1.

## Energie per foton
De halveringsdikte is sterk afhankelijk van de energie per foton in de bundel gamma- of röntgenstraling. Zo is de halveringsdikte van lucht voor fotonen met een energie van 2,0 MeV maar liefst 130 m, wat laat zien dat lucht een wel heel slechte afscherming vormt. Daarentegen is de halveringsdikte voor dezelfde fotonenergie van 2,0 MeV van beton 'maar' 6,6 cm. Voor fotonen met een energie van 10 MeV (gammastraling) is de halveringsdikte van lucht ongeveer 280 m en de halveringsdikte van beton 12,8 cm.